# Afrikai marabu
Az afrikai marabu (Leptoptilos crumeniferus) a madarak (Aves) osztályának a gólyaalakúak (Ciconiiformes) rendjébe, ezen belül a gólyafélék (Ciconiidae) családjába tartozó faj.
Nevét az afrikai muszlim szentek arab nevéből kapta.

## Előfordulása
Afrikában a Szaharától délre él, egészen Dél-Afrikáig. Szavannák és mocsarak lakója, de az emberi településeket sem kerüli el.
Érdekesség, hogy már Magyarországon is észlelték vadon, Csanytelek és Tömörkény határában, ahol 2002. május 25. és június 1. között figyelték meg egy kifejlett egyedét. A Magyar Madártani és Természetvédelmi Egyesület Nomenclator Bizottsága szerint ugyanakkor kétséges, hogy a megfigyelt egyed valóban természetes populációból származott-e. 

## Megjelenése
Magassága 150 centiméter, szárnyfesztávolsága 320 centiméter, testtömege pedig 9 kilogramm is lehet. Feje és nyaka kopasz, erős, ék alakú csőre és jellegzetes begyzacskója van. A begyzacskó vagy toroklebeny a nyaktól kiinduló, nagy kiterjedésű képződmény, az orrlyukakkal összekötött légzsákoknak köszönhetően felfújható. A begyzacskó 40 centiméteres is lehet.
|  |  |

## Életmódja
A keselyűkkel vetélkedik a dögökön, de aktívan vadászik is, tápláléka rovarokból, halakból, patkányokból és kisebb madarakból áll, de megtámadja a flamingó, a kormorán és a pelikán fiókáit is, vagy kirabolja a fészküket. Széles szárnyaival nehézkesen repül, de a meleg légáramlatokat kihasználva nagyobb magasságokban is tud őrjáratozni. A marabu legfeljebb 20 évig él.

## Szaporodása
Az ivarérettséget 3–4 éves korban éri el. A párzási időszak az esős évszak végén kezdődik. Évente egyszer költ, de nem minden évben. Fákra vagy sziklákra gallyakból építi fészkét, melyet levelekkel bélel ki. Fészekalja 2–3 fehér, pettyezett héjú tojásból áll. A tojásokon 30 napig kotlik mindkét szülő. A fiatal marabuk 116 nap múlva válnak röpképessé, de még néhány hétig a fészekben maradnak.

## Érdekesség

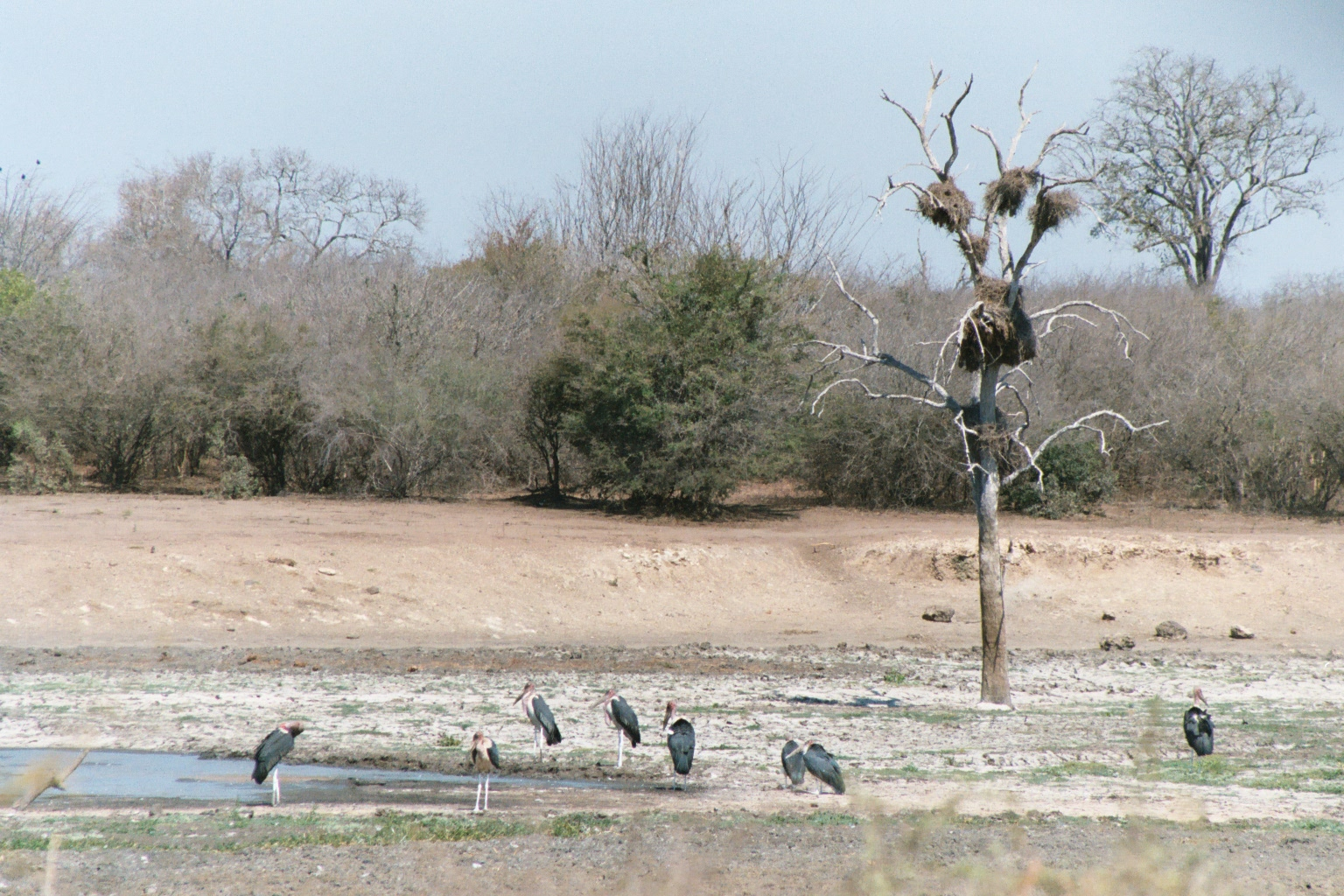
Marabuk Afrikában

A maraburól egy utcát neveztek el Budapest XVII. kerületében, a Madárdombon.

## Védelme
Magyarországon védett, mivel Európai szinten természetvédelmi szempontból jelentős fajnak számít; természetvédelmi értéke 25000 Ft.
Európában az Európai Állatkertek és Akváriumok Szövetsége felügyelete alá tartozó Európai Veszélyeztetett Fajok Programja (EEP) keretében tenyésztik a faj egyedeit.